# 하라다 다쿠
하라다 다쿠(일본어: 原田 拓, 1982년 10월 27일 ~ )는 일본의 전 축구 선수이다.

## 구단 경력
과거 나고야 그램퍼스 에이트, 오이타 트리니타, 가와사키 프론탈레, 로아소 구마모토에서 활동하였다.